# آستانه همجوشی سوسو زدن
آستانه همجوشی سوسو زدن (به انگلیسی: Flicker fusion threshold)، همچنین به عنوان فرکانس سوسو زدن بحرانی یا نرخ همجوشی سوسو زدن شناخته می‌شود، فرکانسی است که در آن یک نور سوسوزن برای ناظر معمولی انسانی ثابت به نظر می‌رسد. این مفهومی است که در علم بینایی و به‌طور خاص در روان‌فیزیک ادراک بینایی مورد مطالعه قرار گرفته است. یک اصطلاح سنتی برای "همجوشی سوسو زدن" " ماندگاری دید" است، اما این اصطلاح برای توصیف پس‌تصاویر مثبت یا تاری حرکت نیز استفاده می‌شود. اگرچه سوسو زدن را می‌توان برای بسیاری از شکل‌های موج که نوسان‌های شدت متغیر زمانی را نشان می‌دهند، تشخیص داد، اما به‌طور معمول و به آسانی از نظر مدولاسیون سینوسی شدت مورد مطالعه قرار می‌گیرد.